# Transportflottillen (Kriegsmarine)
Die Transportflottillen waren deutsche Flottillen der Kriegsmarine im Zweiten Weltkrieg.

## 1. Transportflottille

### Flottillengeschichte
Die 1. Transportflottille wurde im August 1943 in Marseille aufgestellt. Im gleichen Jahr folgte die Verlegung der Flottille nach Genua. Der Einsatz der Flottille erfolgte in der 7. Sicherungs-Division an der ligurischen Küste. Die 1. Transportflottille war mit zwölf Motorprähmen, 12 Frachtpénichen und 14 Tankpénichen ausgestattet.
Die Flottille bestand bis Kriegsende.

### Flottillenchefs
- Fregattenkapitän Erich Lehmann: von der Aufstellung bis Dezember 1943, anschließend Seetransportchef Adria[1]
- Fregattenkapitän Rolf Seeger: von Dezember 1943 bis Mai 1944, vormals Chef der 13. Landungsflottille und 2. Transportflottille[2]
- Korvettenkapitän d. R. Karl Söhnlein: von Mai 1944 bis Kriegsende, vorher Chef der 12. Landungsflottille[3]
- Korvettenkapitän z. V. Hanns Mitzka: Kommando als Chef der Flottille nicht mehr angetreten[4]

## 2. Transportflottille

### Flottillengeschichte
Die 2. Transportflottille wurde im September 1943 in Marseille aufgestellt. Die Flottille wurde im Januar 1944 nach Venedig und Ferrara verlegt, wobei die Unterstellung zeitweise unter die Seetransportstelle Venedig (nach der Auflösung des Deutschen Seetransportchef Italiens Anfang 1944 eingerichtet) bzw. den Leiter der Po-Schifffahrt (im Januar 1945 eingerichtet und unter der Leitung von Fregattenkapitän/Kapitän zur See Erich Lehmann, ehemaliger Chef der 1. Transportflottille) fiel. Der Einsatz der Flottille erfolgte in der 7. Sicherung-Division im Adriatischen Meer. Die 2. Transportflottille war mit 28 Frachtpénichen und 28 Tankpénichen ausgestattet.
Nach Kriegsende kam die 2. Transportflottille in der 2. Minenräumdivision des Deutschen Minenräumdienstes zum Einsatz.

### Flottillenchefs
- Fregattenkapitän Rolf Seeger: von der Aufstellung bis Dezember 1943, vormals Chef der 13. Landungsflottille und anschließend Chef der 1. Transportflottille[2]
- Korvettenkapitän Siegfried Deubel: von Dezember 1943 bis Kriegsende[5]

## 3. Transportflottille (1) und (2)

### Flottillengeschichte
Die 3. Transportflottille wurde im November 1943 in Simferopol aufgestellt. Hauptstützpunkt der Flottille war Konstanza mit dem Einsatzgebiet im Schwarzen Meer. Mit der Räumung des Schwarzen Meeres im August 1944 wurde die 3. Transportflottille aufgelöst.
Die 3. Transportflottille war mit 4 Marineartillerieleichter und 6 Marinenachschubleichter ausgestattet.
Im Oktober 1944 wurde die 3. Transportflottille erneut aufgestellt. Sie wurde einsatzmäßig dem General der Pioniere der Heeresgruppe B und truppendienstlich dem Befehlshaber der Sicherungsstreitkräfte unterstellt, wobei das Einsatzgebiet der Niederrhein war.

### Flottillenchef
- Fregattenkapitän Otto Krause: von der Aufstellung bis September 1944[6]

## 4. Transportflottille

### Flottillengeschichte
Die 4. Transportflottille wurde im April 1944 aufgestellt mit dem Einsatzhafen Saloniki. Die 4. Transportflottille wurde dem Seetransportchefs Ägäis zugeordnet und kam, wie auch die 5. Transportflottille, bei der 10. Sicherungs-Division zum Einsatz. Die 4. Transportflottille war mit Binnenfrachtkähnen und Fehnschiffen ausgestattet.
Im September 1944 wurde die 4. Transportflottille aufgelöst.

### Flottillenchef
- Kapitänleutnant/Korvettenkapitän d. R. z. V. Robert Alexy: von der Aufstellung bis zur Auflösung, vormals mit der Wahrnehmung der Geschäfte als Chef der 3. Landungsflottille beauftragt

## 5. Transportflottille

### Flottillengeschichte
Die 5. Transportflottille wurde im März 1944 aufgestellt mit dem Einsatzhafen Piräus. Die 5. Transportflottille wurde dem Seetransportchefs Ägäis zugeordnet und kam, wie auch die 4. Transportflottille, bei der 10. Sicherungs-Division zum Einsatz.
Die 5. Transportflottille war mit Binnenfrachtkähnen und Fehnschiffen ausgestattet.
Im Oktober 1944 wurde die 5. Transportflottille aufgelöst.

### Flottillenchef
- Kapitänleutnant z. V. Hermann Madile: von der Aufstellung bis zur Auflösung, vormals u. a. bei der 2. Landungsflottille eingesetzt[8]

## 6. Transportflottille

### Flottillengeschichte
Die 6. Transportflottille wurde im April 1944 aufgestellt und dem Seetransportchefs Ägäis zugeordnet. Von der Ägäis kam die Flottille später in die Adria mit dem Haupteinsatzhafen Triest. Hier erfolgte die Unterstellung unter den Seetransportchef Adria, welcher von Januar 1944 bis Dezember 1944 existierte. Der Einsatz der Flottille erfolgte in der 11. Sicherungs-Division.
Die 6. Transportflottille war mit Frachtpénichen, Tankpénichen und Infanterie-Landungsboote ausgestattet.
Die Flottille bestand bis Kriegsende.

### Flottillenchefs
- Korvettenkapitän Richard Pichler: von der Aufstellung bis November 1944[9]
- Kapitänleutnant Rolf Herzer: von November 1944 bis Kriegsende[10]